# Gunfighter II: Revenge of Jesse James
Gunfighter II: Revenge of Jesse James est un jeu vidéo de tir à l'arme légère développé par Rebellion Developments et édité par Ubi Soft pour la PlayStation 2. C'est la suite du jeu Gunfighter: The Legend of Jesse James sorti en 2001. L'intrigue du jeu se déroule dans le Far West américain. Le protagoniste du jeu est Jesse James, un hors-la-loi américain qui a vécu au 19e siècle.

## Système de jeu
Le gameplay est très similaire à l'épisode original. Le joueur prend le contrôle de l'arme du personnage principal dans une perspective à la première personne. Pendant que l'ordinateur contrôle les mouvements du personnage, le joueur doit éliminer tous les ennemis en un temps limité.

## Accueil
- Jeuxvideo.com : 10/20[2]
- 4Players : 73%[3]